# Burlington (Wyoming)
Burlington é uma cidade  localizada no estado norte-americano de Wyoming, no Condado de Big Horn.

## Demografia
Segundo o censo norte-americano de 2000, a sua população era de 250 habitantes. 
Em 2006, foi estimada uma população de 249, um decréscimo de 1 (-0.4%).

## Geografia
De acordo com o United States Census Bureau tem uma área de 
2,6 km², dos quais 2,6 km² cobertos por terra e 0,0 km² cobertos por água. Burlington localiza-se a aproximadamente 1352 m acima do nível do mar.

## Localidades na vizinhança
O diagrama seguinte representa as localidades num raio de 52 km ao redor de Burlington. 